# Холкрофт, Томас
Томас Холкрофт (англ. Thomas Holcroft, 10 декабря 1745 — 23 марта 1809) — английский писатель.
Родился в семье сапожника, был коробейником, конюхом, бродячим актёром, суфлёром, школьным учителем. Самоучкой выучил французский, немецкий и итальянский языки.
Дебютировал как драматург комедиями «Любовь и голод» (англ. «The Crisis; or, Love and Famine», 1778) и «Двоедушие» (англ. «Duplicity», 1781), тепло встреченными публикой. В 1780 опубликовал автобиографический роман в письмах «Элвин, или Комедиант-джентльмен» (англ. «Alwyn, or the Gentleman Comedian») из жизни бродячего актёра.
В 1783 г. Холкрофт отправился в Париж газетным корреспондентом и застал там премьеру «Женитьбы Фигаро» Бомарше. В восторге от пьесы он посетил постановку несколько раз и выучил комедию Бомарше наизусть, а вернувшись в Лондон, по памяти переложил её на английский язык; под названием «Повседневные глупости» (англ. «The Follies of a Day») это переложение было поставлено в 1784 г. Всего Холкрофту принадлежит более тридцати пьес, в основном мелодраматического характера, из которых наиболее известна «Путь к гибели» (англ. «The Road to Ruin», 1791), входившая в репертуар английского театра до начала XX века. Холкрофт также активно выступал как театральный критик.
Из оригинальной прозы Холкрофта наибольшей известностью пользовались романы «Анна Сент-Ив» (англ. «Anna St Ives», в 7 томах, 1792) и «Приключения Хью Тревора» (англ. «The Adventures of Hugh Trevor», в 6 томах, 1794—1797). Оба романа проникнуты свободолюбивым и антирелигиозным пафосом, связанным с влиянием Великой французской революции, за явно выраженную симпатию к которой Холкрофт в 1794 г. был привлечен к суду.
Кроме того, Холкрофт написал том путевых записок «Travels from Hamburg through Westphalia, Holland and the Netherlands to Paris» (1804) и начал мемуары, после его смерти завершенные очерком последних лет его жизни и опубликованные Уильямом Хэзлиттом (1816).